# Prasinocyma dioscorodes
Prasinocyma dioscorodes är en fjärilsart som beskrevs av Louis Beethoven Prout 1913. Prasinocyma dioscorodes ingår i släktet Prasinocyma och familjen mätare. Inga underarter finns listade i Catalogue of Life.